# Сливенска котловина
Сливенска котловина (или Сливенско поле) е котловинно поле в Средногорско-Подбалканската област, деветата по ред от запад на изток задбалканска котловина.
Сливенската котловина е разположена между планините Сливенска, Гребенец и Терзийски баир (дялове от Стара планина) на север, Сърнена Средна гора и Бакаджиците на юг и възвишението Хисар на изток. На запад Шивачевския рид я отделя от по-високо разположената Твърдишка котловина.
Площта на котловината е 830 км2, която ѝ отрежда 2-ро място по големина сред Задбалканските котловини след Софийската. Дължината ѝ от запад на изток е 70 км, а ширината до 15 км. Средната ѝ надморска височина е 150 м и е наклонена на юг. От вътрешнокотловинното възвишение Хамамбаир се поделя на две части – Сливенско поле на запад с по-голяма надморска височина и Стралджанско поле на изток – с по-малка надморска височина и частично заблатено.
По северните ѝ оградни склонове широко развитие имат наносните конуси, образувани от реките стичащи се от Стара планина. Котловината представлява едностранен грабен, запълнен с терциерни и кватернерни седименти, с обща мощност от 150 до 500 м. Старопланинското подножие е заето от делувиално-пролувиален шлейф. Има минерални извори (Сливенски минерални бани). Отводнява се от река Тунджа и левите ѝ притоци Асеновска река, Сотирска река и Мочурица с притока си Мараш. Климатът е преходно-континентален с типични падащи ветрове от север – бора̀. Почвите са делувиално-пролувиални, алувиални и канелени. Голяма част от заблатените участъци в Стралджанското поле са пресушени и са годни за земеделска обработка. В котловината има благоприятни условия за развитие на лозарство, овощарство, технически култури, орехи и др.
В котловината са разположени 2 града и 42 села:
- Област Сливен – 1 град и 24 села
  - Община Сливен – Блатец, Гавраилово, Гергевец, Глуфишево, Глушник, Горно Александрово, Драгоданово, Желю войвода, Злати войвода, Калояново, Камен, Ковачите, Крушаре, Малко Чочовени, Мечкарево, Панаретовци, Самуилово, Селиминово, Сливен, Сотиря, Струпец, Тополчане, Трапоклово, Чинтулово и Чокоба.
- Област Ямбол – 1 град и 14 села
  - Община Стралджа – Атолово, Воденичане, Джинот, Зимница, Лозенец, Маленово, Палаузово, Стралджа и Чарда.
  - Община Тунджа – Веселиново, Дражево, Завой, Кабиле, Могила и Хаджидимитрово.
- Област Бургас – 4 села
  - Община Карнобат – Венец, Деветак, Деветинци и Церковски.

През котловината преминават участъци от пет пътя от Държавната пътна мрежа:
- От запад на изток, от село Бинкос до моста на река Мочурица, на протежение от 69,4 км – участък от първокласен път № 6 ГКПП „Гюешево“ – София – Карлово – Бургас.
- От север на юг, от „Петолъчката“ до село Могила, на протежение от 21,2 км – участък от първокласен път № 7 Силистра – Шумен – Ямбол – ГКПП „Лесово“.
- В централната част на котловината, от северозапад на югоизток, на протежение от 18 км – участък от второкласен път № 53 Поликраище – Сливен – Ямбол – Средец.
- В западната част на котловината, от югозапад на североизток, от град Сливен до село Злати войвода, на протежение от 14 км – участък на второкласен път № 66 Сливен – Стара Загора – Поповица.
- В източната част на котловината, от север на юг, от „Петолъчката“ до село Палаузово, на протежение от 15,8 км – участък на третокласен път № 707 „Петолъчката“ – Александрово – Голямо Крушево.

От запад на изток, между гарите Бинкос и Церковски преминава участък от трасето на Подбалканската жп линия София – Карлово – Бургас, а от гара Ямбол до гара Зимница – участък от жп линията Пловдив – Стара Загора – Зимница.

## Топографска карта
- Лист от карта K-35-41. Мащаб: 1 : 100 000.
- Лист от карта K-35-53. Мащаб: 1 : 100 000.
- Лист от карта K-35-54. Мащаб: 1 : 100 000.